# 酷狗寶貝之復仇企鵝
《酷狗寶貝之復仇企鵝》（英語：Wallace & Gromit: Vengeance Most Fowl）是一部2024年英國定格動畫喜劇片，《超級無敵掌門狗》第二部長篇電影作品，由阿德曼動畫製片，尼克·帕克和馬林·克羅辛漢共同執導，馬克·伯頓撰寫劇本，帕克和伯頓共同撰寫故事。
《酷狗寶貝之復仇企鵝》2024年12月25日在英國BBC One和BBC iPlayer首播，2024年12月25日全球上線Netflix。

## 配音員
- 班·懷特海德（英语：Ben Whitehead）聲演華萊士（Wallace）
- 彼得·凱（英语：Peter Kay）聲演阿爾伯特·麥金托什（Albert Mackintosh）
- 勞倫·帕特爾（Lauren Patel）
- 里斯·謝爾史密斯
- 黛安·摩根（英语：Diane Morgan）
- 阿卓亞·安多（英语：Adjoa Andoh）
- 穆茲·卡汗（Muzz Khan）
- 連尼·亨利

## 製作
2022年1月，宣布製作《酷狗寶貝之魔兔詛咒》的獨立續集，由尼克·帕克和馬林·克羅辛漢（Merlin Crossingham）共同執導，馬克·伯頓撰寫劇本，克萊爾·詹寧斯（Claire Jennings）擔任製片人。
2023年3月，負責生產阿德曼動畫使用的黏土供應商（Lewis Newplast）面臨倒閉危機；阿德曼把剩餘的黏土庫存全部買下。《每日電訊報》稱，由於黏土短缺，阿德曼之後可能無法製作新電影，但阿德曼後來發表聲明，澄清將尋找新的供應商。
2024年6月，Netflix正式宣布電影名為《酷狗寶貝之復仇企鵝》（Wallace and Gromit: Vengeance Most Fowl），《超級無敵掌門狗：引鵝入室》的反派角色企鵝大盜（Feathers McGraw）將會回歸，並預定2024年播出。

## 發行
《酷狗寶貝之復仇企鵝》2024年12月25日在英國BBC One和BBC iPlayer首播，2024年12月25日全球上線Netflix。
烂番茄新鲜度100%，Metacritic上获得83分。

## 奖项
- 第82届金球奖最佳动画片提名
- 第52届安妮奖最佳动画电影、最佳导演等7项提名
- 第78届英国电影学院奖3项提名-最佳动画电影、最佳儿童家庭电影、最佳英国电影
- 第97届奥斯卡金像奖提名-最佳动画电影

## 外部連結
- 互联网电影数据库（IMDb）上《酷狗寶貝之復仇企鵝》的资料（英文）
- 在Netflix上觀看《酷狗寶貝之復仇企鵝》